# Parabyrsophlebs coeca
Parabyrsophlebs coeca is een platworm (Platyhelminthes). De worm is tweeslachtig. De soort leeft in het zoute water.
Het geslacht Parabyrsophlebs, waarin de platworm wordt geplaatst, wordt tot de familie Byrsophlebidae gerekend. De wetenschappelijke naam van de soort werd voor het eerst geldig gepubliceerd in 1948 door Luther.